# 이변 (남당)
이변(李昪, 889년 1월 7일(음력 888년 12월 2일) ~ 943년 3월 30일(음력 2월 22일), 재위 : 937년 ~ 943년)은 오대십국시대의 남당의 초대 황제였다. 자(字)는 정륜(正倫)이고, 소자(小字)는 팽노(彭奴)이다. 묘호는 열조(烈祖)이며 시호는 광문숙무효고황제(光文粛武孝高皇帝)이다. 서온의 양자로 들어갈 때 이름은 서지고(徐知誥)였다.

## 생애
오나라는 승상 서온(徐溫)이 죽은 뒤 그의 양자였던 서지고가 태위, 중서령이 되어 정치실권을 장악했다.
931년 금릉에 주둔하면서 아들 서경통(徐景通; 후에 남당의 2대 군주)을 오나라의 수도였던 강도(江都)에 보내 정치를 맡겼다. 서지고는 933년 제왕(齊王)을 칭하고 난 뒤 937년 10월 오나라의 황제였던 예제(睿帝)로부터 선양을 받아 황제로 즉위하여 국호를 제(齊)라고 하였다.
서지고는 양자가 되기 전 성씨가 이(李)였는데 그것은 영화를 자랑하던 당나라의 역대 황제가 쓰던 성씨였다. 그 때문에 938년 서지고는 자신의 성씨인 이씨로 돌아가고 자신을 당나라 황족 이각(李恪)의 후예라면서 국호를 당으로 변경하였다. 그리고 이름도 지고에서 변(昪)으로 바꾸었다.
이변은 대외전쟁을 일으키지 않고 내정에 전념하여 국력을 증강하였다. 예를 들자면, 주변국인 오월에서 대화재가 발생해 궁정과 창고, 군대가 커다란 피해를 입었던 시기에 신하들은 오월이 약해진 바로 지금이 공격할 기회라고 진언하였으나, 이변은 그런 진언을 무시하고 오히려 화재에 관련한 위로의 사자를 오월에 보내었다.
이변이 죽은 뒤 아들 이경(앞에 얘기했던 서경통)이 뒤를 이었다.

## 가족관계

### 부모
- 부친 : 추존황제 경종(慶宗) 이영(李榮)
- 모친 : 덕공황후(德恭皇后) 유씨(劉氏)
- 양부 : 추존황제 제(齊) 의조(義祖) 서온(徐溫)

### 황후
| 봉호       | 시호               | 이름(성씨)     | 별칭                                             | 재위년도      | 생몰년도  | 비고         |
| ---------- | ------------------ | -------------- | ------------------------------------------------ | ------------- | --------- | ------------ |
| 황후(皇后) | 원경황후(元敬皇后) | 송복금(宋福金) | 광평군군(廣平郡君) 진국군(晉國君) 황태후(皇太后) | 937년 ~ 943년 | ? ~ 945년 | 이변의 계실. |

### 후비
| 봉호       | 시호               | 이름(성씨)     | 별칭                   | 생몰년도      | 비고 |
| ---------- | ------------------ | -------------- | ---------------------- | ------------- | ---- |
| 국군(國君) | 순비(順妃)         | 왕씨(王氏)     | 위국군(魏國君)         |               |      |
| 부인(夫人) |                    | 종시광(種時光) | 보녕왕태비(保寧王太妃) | 921년 ~ 971년 |      |
| 소용(昭容) |                    | 길씨(吉氏)     |                        | 912년 ~ 945년 |      |
| 군군(郡君) | 여남군군(汝南郡君) | 주씨(周氏)     |                        |               |      |
| 군군(郡君) | 평창군군(平昌郡君) | 맹씨(孟氏)     |                        | 883년 ~ 926년 |      |

### 황자
| - | 봉호           | 시호       | 이름                                     | 생몰년도      | 생모          | 별칭                                                    | 비고                   |
| - | -------------- | ---------- | ---------------------------------------- | ------------- | ------------- | ------------------------------------------------------- | ---------------------- |
| 1 | 황태자(皇太子) |            | 서경통(徐景通) 이경통(李景通) 이경(李璟) | 916년 ~ 961년 | 원경황후 송씨 | 제왕세자(齊王世子) 오왕(吳王) 제왕(齊王)                | 제2대 황제 원종(元宗). |
| 2 | 초왕(楚王)     | 정(定)     | 서경천(徐景遷) 이경천(李景遷)            | 919년 ~ 937년 | 원경황후 송씨 | 고평군왕(高平郡王)                                      |                        |
| 3 | 황태제(皇太弟) | 문성(文成) | 서경수(徐景遂) 이경수(李景遂)            | 920년 ~ 958년 | 원경황후 송씨 | 수왕(壽王) 연왕(燕王) 제왕(齊王) 진왕(晉王)             |                        |
| 4 | 황태제(皇太弟) | 소효(昭孝) | 서경달(徐景達) 이경달(李景達)            | 924년 ~ 971년 | 원경황후 송씨 | 수양군공(壽陽郡公) 선성왕(宣城王) 악왕(鄂王) 제왕(齊王) |                        |
| 5 | 강왕(江王)     | 소순(昭順) | 이경적(李景逷)                           | 937년 ~ 968년 | 부인 종씨     | 보녕왕(保寧王) 신왕(信王)                               |                        |

### 황녀
| - | 봉호(공주)         | 시호 | 이름 | 생몰년도      | 생모 | 별칭               | 비고 |
| - | ------------------ | ---- | ---- | ------------- | ---- | ------------------ | ---- |
| 1 | 풍성공주(豊城公主) |      |      |               |      |                    |      |
| 2 | 성당공주(盛唐公主) |      |      |               |      |                    |      |
| 3 | 태화공주(太和公主) |      |      |               |      |                    |      |
| 4 | 영흥공주(永興公主) |      |      | 917년 ~ 940년 |      | 황태자비(皇太子妃) |      |
| 5 | 건창공주(建昌公主) |      |      |               |      |                    |      |
| 6 | 옥산공주(玉山公主) |      |      |               |      |                    |      |
| 7 | 흥국공주(興國公主) |      |      |               |      |                    |      |

| 전 임 (초대) | 제1대 남당의 황제 937년 ~ 943년 | 후 임 원종 이경 |